# Overslingeland
Overslingeland (51° 53′ N, 4° 56′ L) é uma cidade dos Países Baixos, na província de Holanda do Sul. Overslingeland pertence ao município de Giessenlanden, e está situada a 6 km, a noroeste de Gorinchem.
A área de Overslingeland, que também inclui as partes periféricas da cidade, bem como a zona rural circundante, tem uma população estimada em 140 habitantes.